# Église Saint-Antoine de La Genétouze
L'église Saint-Antoine est une église située à La Genétouze, dans le département français de la Charente-Maritime en région Nouvelle-Aquitaine.

## Historique
L'église est inscrite au titre des monuments historiques par arrêté du 5 décembre 2000.